# علي رضا ألان
علي رضا ألان (بالتركية: Ali Rıza Alan)‏ هو مصارع رياضي تركي، ولد في 3 مارس 1947 في توقاد في تركيا.

## وصلات خارجية
- علي رضا ألان على موقع قاعدة بيانات المصارعة الدولية (الإنجليزية)
- علي رضا ألان على موقع أوليمبيديا (الإنجليزية)